# Балка Зелена (притока Омельника)
Балка Зелена — балка (річка) в Україні у Олександівському районі Кіровоградської області. Права притока річки Омельника (басейн Дніпра).

## Опис
Довжина балки приблизно 13,57 км, найкоротша відстань між витоком і гирлом — 12,10 км, коефіцієнт звивистості річки — 1,21. Формується багатьма балками та загатами. На деяких ділянках балка пересихає.

## Розташування
Бере початок у селі Зелена Балка. Тече переважно на північний схід і у селі Попельнасте впадає у річку Омельник, праву притоку річки Дніпра.

## Цікаві факти
- У XX столітті на балці існували скотний двір, вівце-тваринна ферма (ВТФ), газгольдер та декілька газових свердловин[2], а у XIX столітті — багато вітряних млинів[1].